# Château du Fieu
Le château du Fieu est un château situé à Lacrouzette, dans le Tarn (France).

## Historique
La date de construction du château du Fieu n'est pas connue. Mais dès 1695, le lieu est cité dans les registres de capitation, comme appartenant à un métayer, François Vaysse, héritier du sieur Jacques Canitot de Castres. En 1823, le château appartient à un certain Pierre Bouissière, à qui sont volés un habit, une hache et un sac par Louis Azéma dit "Sarrettes".

## Architecture
Le château du Fieu est situé au sud du village. Il se compose de plusieurs bâtiments distincts, dont la plupart semblent être des dépendances agricoles. 
Le corps de logis principal, au sud, se présente sous la forme d'un long bâtiment rectangulaire orienté d'est en ouest et flanqué d'une petite tour ronde en son angle sud-ouest, coiffée d'un toit en poivrière. Il s'élève sur trois étages, et on accède à l'entrée en passant par deux perrons successifs, le premier donnant accès à la terrasse où se situe le second.